# Tasa bruta de mortalidad

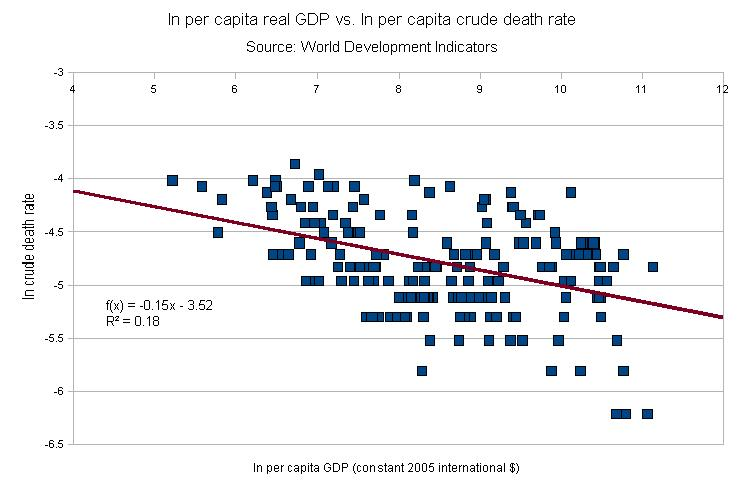
Relación entre el logaritmo de la tasa de mortalidad general y la renta per cápita para un conjunto de países.

La tasa de mortalidad general es la proporción de personas que fallecen respecto al total de la población en un período de tiempo, usualmente expresada en tanto por mil (‰) por año.
La tasa de mortalidad particular se refiere a la proporción de personas con una característica particular que mueren respecto al total de personas que tienen esa característica.
Ambas tasas de mortalidad se expresan por fórmulas de la forma:
| Símbolo                | Nombre                                                                               |
| ---------------------- | ------------------------------------------------------------------------------------ |
| {\displaystyle m_{X}}  | Tasa de mortalidad (dentro del grupo X, si es general X = G)                         |
| {\displaystyle F_{X}}  | Número de fallecimientos dentro de un conjunto X en el período de tiempo considerado |
| {\displaystyle P_{X}}  | Número total de personas en el conjunto X                                            |
| {\displaystyle 10^{n}} | Factor de conversión para expresarlo en unidades por cada 1000, o por cada 100 000   |

## Introducción

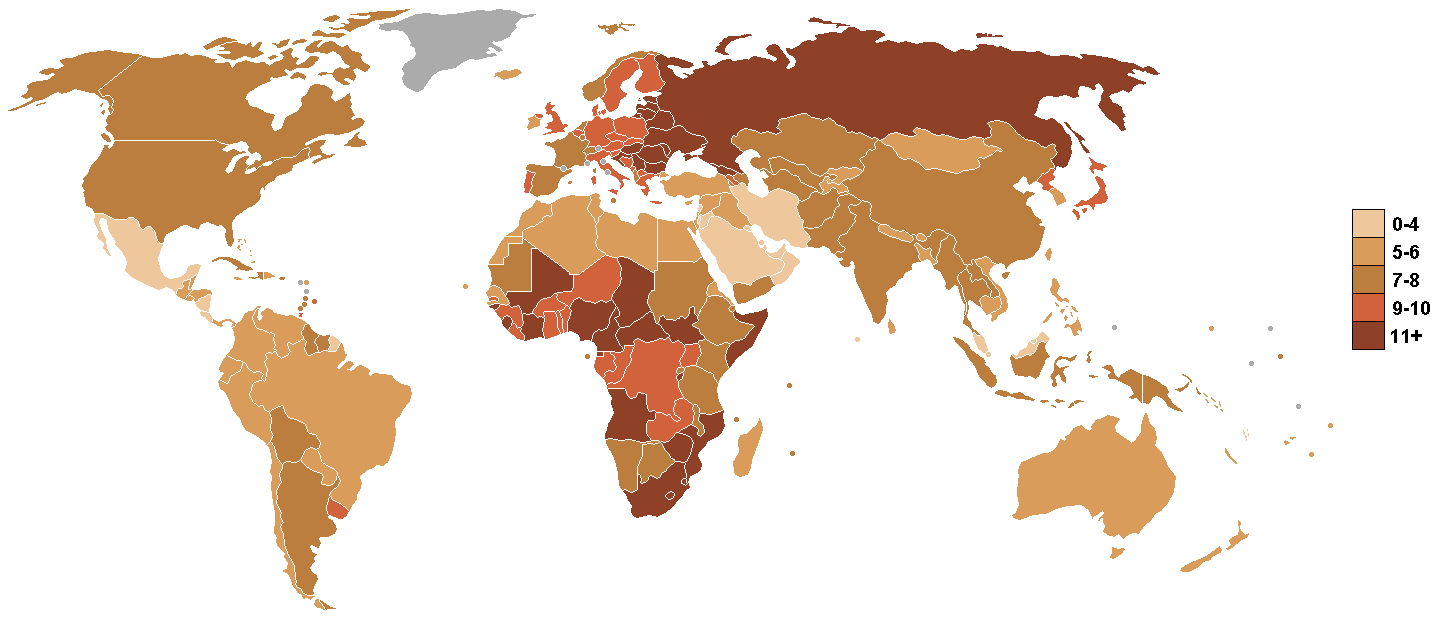
Tasa bruta de mortalidad por país.

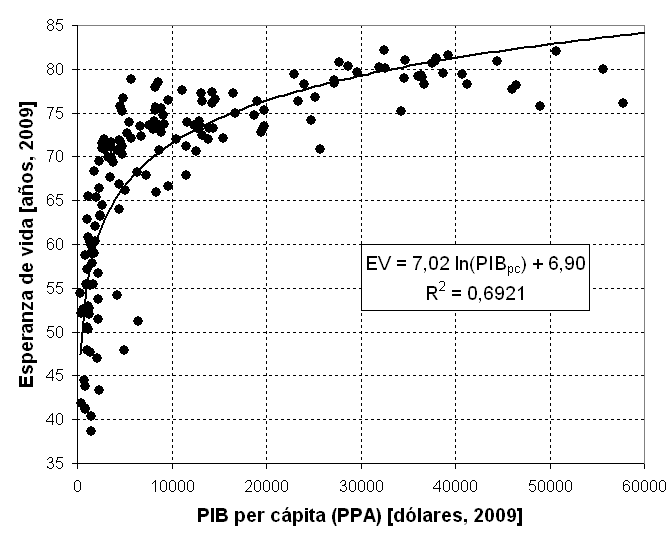
Relación entre la esperanza de vida y el PIB per cápita en 2009, para los países de renta muy baja existe una relación creciente clara entre ambas variables, a partir de rentas medias la esperanza de vida cambia poco con la renta.

Desde un punto vista demográfico, la investigación sobre la mortalidad tiene por objeto establecer la evolución y estructura de las muertes ocurridas en una población y en un espacio geográfico determinado a lo largo del tiempo.
La tasa de mortalidad general ha experimentado durante el siglo XX una notable disminución, particularmente en los países de renta más alto. Eso, entre otros factores, ha permitido que la población mundial pasara de poco menos de 1000 millones en 1800 a 6850 millones en 2010. Dentro del mundo existen diferencias notables de mortalidad. El África subsahariana es la región del mundo que presenta actualmente tasas de mortalidad más altas (junto con algunos países que viven tragedias humanitarias).
La tasa de mortalidad se ha propuesto la siguiente clasificación:[cita requerida]
- Alta tasa de mortalidad si supera el 30 ‰.
- Moderada tasa de mortalidad entre 15 y 30 ‰.
- Baja tasa de mortalidad por debajo del 15 ‰.

Generalmente en los países menos desarrollados la tasa de mortalidad y natalidad es más alta, mientras que en los más desarrollados la tasa de mortalidad y natalidad es más baja. La tasa de mortalidad está negativamente correlacionada con la esperanza de vida al nacer, de tal manera que cuanta más esperanza de vida tenga un individuo en su nacimiento, menos tasa de mortalidad tiene la población.
Al igual que hay tasas brutas de mortalidad hay tasas específicas de mortalidad, que son las tasas específicas para cada enfermedad o causas de muerte o para cada edad. Estas están relacionadas siempre con la población total de una zona. Cuando se realiza una proporción de muertes relacionado con los que han sufrido la enfermedad se hace mediante la tasa de letalidad.
Mortalidad infantil: Mide la cantidad de niños muertos menores de 1 año por cada 1000 nacidos vivos.

## Mortalidad en el mundo
A partir de los datos obtenidos mediante el Departamento de Asuntos Económicos y Sociales (DESA) de la Secretaría de las Naciones Unidas en su informe bienal, se puede analizar que desde 1994, a partir de la Conferencia celebrada en El Cairo, a la actualidad ha habido un avance con respecto a la mortalidad.
Desde 1990 ha habido una esperanza de vida de 64,8 años, que experimentó un crecimiento de 5,2 años, lo cual resulta que para 2009 haya aumentado a 70 años. Los países menos desarrollados han logrado un progreso significativo, con un aumento en la esperanza de vida de 8,9 años en el mismo periodo. 
Con respecto a la mortalidad de la niñez, los estudios de DESA han demostrado un notable descenso de ella. La mortalidad de los menores de 5 años ha descendido un 40 % entre 1994 y 2014: de 86 a 52 muertes por cada 1000 niños
En este aspecto el continente que mostró los números más favorables fue África, que fue el que más progresos registró: de 168 a 101 muertos por cada 1000 niños. A pesar de este notable avance, África sigue siendo el continente con más mortalidad en niños, seguido por Asia, con 39 muertes por cada 1000 niños, en contraste con América del Norte y Europa que registran 7 muertes por cada 1000 niños.
Según Jean Ziegler (Relator Especial de Naciones Unidas sobre el Derecho a la Alimentación de 2000 y marzo de 2008), la mortalidad debida a la malnutrición representan el 58 % de la mortalidad total en 2006: "En el mundo, mueren cada año aproximadamente 62 millones de personas, combinado todas las causas de muerte. En 2003, más de 36 millones murieron de hambre o de enfermedades debido a las deficiencias de micronutrientes".

### Causas de muerte en el mundo
Según información de la Organización Mundial de la Salud (OMS), para el año 2030 las diez principales causas de muerte en el planeta serán:
| No | %    | Causa de muerte                                                                                         |
| -- | ---- | --- |
| 1  | 12.6 | Cardiopatía isquémica                                                                                   |
| 2  | 9.7  | Enfermedad cerebrovascular                                                                              |
| 3  | 6.8  | Infecciones del tracto respiratorio bajo (principalmente neumonía, absceso pulmonar y bronquitis aguda) |
| 4  | 4.9  | VIH/sida                                                                                                |
| 5  | 4.8  | Enfermedad pulmonar obstructiva crónica                                                                 |
| 6  | 3.2  | Enfermedades diarréicas                                                                                 |
| 7  | 2.7  | Tuberculosis                                                                                            |
| 8  | 2.2  | Cáncer de tráquea, de bronquio y de pulmón                                                              |
| 9  | 2.2  | Paludismo                                                                                               |
| 10 | 2.1  | Accidente de tránsito                                                                                   |

Para el 2004, la lista se modificó (en la lista siguiente, la primera cifra es el número estimado de fallecimientos, en millones; la segunda, entre paréntesis, el porcentaje respecto al total de fallecimientos):
1. cardiopatía isquémica  	7.2    (12.2)
2. afección cerebrovascular	5.7 (9.7)
3. infecciones de las vías respiratorias inferiores 4.2 (7.1)
4. enfermedad pulmonar obstructiva crónica    	3.0 (5.1)
5. enfermedades diarreicas	2.2 (3.7)
6. VIH/sida               	2.0 (3.5)
7. tuberculosis           	1.5 (2.5)
8. cáncer de tráquea, de bronquios o de pulmón	1.3 (2.3)
9. traumatismos por accidentes de tráfico             	1.3 (2.2)
10. nacimientos prematuros y de bajo peso         	1.2 (2.0)
11. infecciones neonatales 	1.1 (1.9)

### Mortalidad por edad
En los países de renta más alta si bien la tasa de mortalidad general en los últimos 60 años ha hecho que la esperanza de vida se eleve en la mayoría de países entre 10 y 15 años, la tasa de mortalidad de a partir de los 65 se ha alargado alrededor de la mitad. Eso significa que los avances en alimentación, hábitos saludables y tecnología médica han logrado reducir mucho la mortalidad entre personas jóvenes y de mediana edad, el impacto ha sido menor entre los más ancianos donde los factores biológicos dan tasas de mortalidad naturalmente más altos.

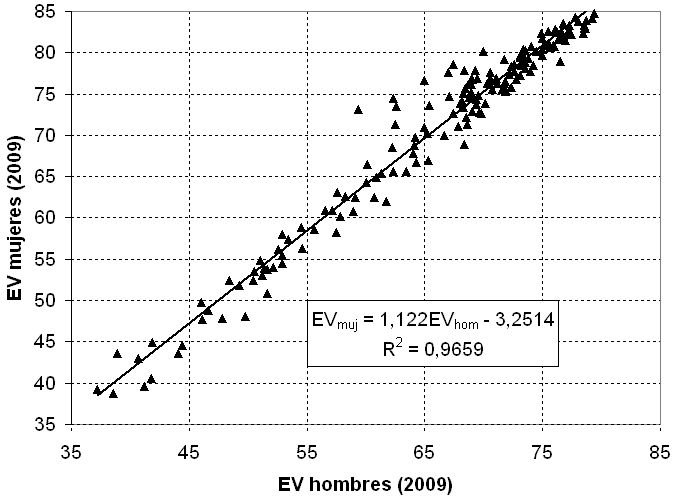
Diferencias entre la esperanza vida de hombres y mujeres, estadísticamente las mujeres viven un 12 % más que los hombres en promedio, como se aprecia en el gráfico donde se compara la esperanza de vida de hombres y mujeres en 162 países.

Algunos demógrafos han propuesto que los aumentos sucesivos de la tasa de mortalidad por edad de los más ancianos experimentará sólo mejoras modestas, ya que la medicina convencional no posee medios de alterar severamente el envejecimiento general. Algunos autores han llegado a proponer un límite biológico, en el sentido estadístico, que no podría ser rebasado por una población general, aunque no existen pruebas convincentes que permitan asegurar que la esperanza de vida no pueda superar los 85 o los 90 años, que son las cifras con las que se ha especulado podrían ser el límite de la esperanza de vida media (obviamente, eso no excluye que en toda sociedad existan individuos especialmente longevos que superen este valor medio).

### Mortalidad por sexo
La esperanza de vida de las mujeres tiende a ser estadísticamente mayor que la de los hombres. En gran parte esta diferencia no se debe a factores biológicos, sino al estilo de vida y los hábitos (por ejemplo los hombres son más propensos a sufrir accidentes mortales). La mortalidad de las mujeres es más baja que la de los hombres a casi todas las edades, lo cual hace que el número de hombres que llegan a los 65 años sea menor que el de mujeres. Eso eleva la edad media de las mujeres. Por encima de los 70 años las tasas de mortalidad de mujeres y hombres tienden a parecerse mucho, con lo cual la mayor edad media de las mujeres no está asociada a factores biológicos durante la ancianidad sino al efecto estadístico de un mayor número de muertes masculinas a edades tempranas.